# 대구 무술명 오작비
대구 무술명 오작비(大邱 戊戌銘 塢作碑)는 대구광역시에서 발견된, 신라 시대의 석비이다. 1969년 11월 7일 대한민국의 보물 제516호로 지정되었다.

## 개요
1946년 대구시 대안동에서 처음 발견되었다가 7, 8년 동안이나 행방을 알 수가 없었는데, 그 후 다시 경북대학교 근처에서 발견되었다. 
비(碑)는 길쭉한 모양의 자연석으로, 아래는 직선으로 잘려 있고 윗부분은 원형으로 처리되어 있다. 아래부분의 모습으로 보아 본래 받침돌 위에 세웠거나 암반 위를 파고 세웠던 것으로 여겨진다. 
비의 내용은 건립날짜와 저수지 축조내용 및 관계된 사람들에 대한 것이다. 글자가 상당수 깎여나가 해석을 하는 데에 많은 어려움이 있으나, 신라시대 수리시설이나 사회사연구에 중요한 자료이다.

## 참고 자료
- 대구 무술명 오작비 - 국가유산청 국가유산포털